# Parágrafo 175 (filme)
Parágrafo 175 (Paragraph 175) é um documentário LGBT em filme distribuído no ano 2000, realizado por Rob Epstein e Jeffrey Friedman, e narrado por Rupert Everett. O filme descreve as vidas de alguns homens e mulheres que foram aprisionados pelos Nazis acusados de homossexualidade ao abrigo do Parágrafo 175, a legislação sobre sodomia do Código Penal Alemão de 1871.

## Sinopse
Entre 1933 e 1945, 100.000 homens foram presos ao abrigo do Parágrafo 175. Alguns foram enviados para campos de concentração. Somente 4.000 sobreviveram.
Em 2000, estavam vivos menos de dez desses sobreviventes. Cinco tiveram a coragem de descrever as suas histórias pela primeira vez para este documentário, no que constituiu a divulgação de um dos últimos segredos do Terceiro Reich.
O Parágrafo 175 ajudou a preencher essa grave falha do registo histórico, revelando as consequências duradouras para os homens e as mulheres que tiveram o infortúnio de o viver, através dos relatos pessoais destes cinco homens: um ativista da resistência meio-judeu gay que passou a guerra a ajudar refugiados em Berlim; Annette Eick, uma lésbica judia que escapou para Inglaterra com a ajuda da mulher que amava; o fotógrafo alemão cristão que foi preso por homossexualidade e que depois, ao ser libertado, se alistou no Exército porque "queria estar entre homens"; Pierre Seel, o adolescente alsaciano francês que assistiu à morte do seu amante, comido vivo por cães; Albrecht Becker, fotógrafo cristão alemão, que foi detido e encarcerado por homossexualidade, depois se juntou ao exército ao ser libertado porque "queria estar com homens".
Após a guerra, todos os perseguidos pelos nazistas sob o parágrafo 175 foram considerados criminosos. No fim do século XX nenhum havia recebido reconhecimento legal como vítima do regime nazista.

## Prêmios
- Teddy Award para melhor documentário, 2000